# Oleria aquata
Oleria aquata är en fjärilsart som beskrevs av Gustav Weymer 1875. Oleria aquata ingår i släktet Oleria och familjen praktfjärilar. Inga underarter finns listade i Catalogue of Life.